# فرانز جي. ياكوب
فرانز جي. ياكوب (بالألمانية: Franz G. Jacob)‏ هو لاعب شطرنج ألماني، (ولد في ستراسبورغ في فرنسا 1870  م).

## وصلات خارجية
- فرانز جي. ياكوب على موقع مباريات الشطرنج (الإنجليزية)
- فرانز جي. ياكوب على موقع 365Chess.com (الإنجليزية)